# Adrees Latif
Adrees Latif (Lahore, 21 luglio 1973) è un fotografo pakistano.

## Biografia
Ha vissuto in Arabia Saudita prima di trasferirsi con la sua famiglia in Texas nel 1980. Negli Stati Uniti d'America ha lavorato dal 1993 al 1996 per il The Houston prima di passare all'agenzia di stampa britannica Reuters, con la quale ha intrapreso una solida collaborazione professionale come freelancer. Dal 2003 è responsabile della copertura delle notizie relative all'Asia. Il 9 aprile 2008 ha ricevuto il Premio Pulitzer per la fotografia per la sua foto del giornalista giapponese Kenji Nagai, ferito a morte in Birmania nel settembre 2017 durante la Rivoluzione zafferano. Nel 2011 ha ricevuto l'Infinity Award per il fotogiornalismo.